# IFPI Hong Kong Group
Die IFPI Hong Kong Group (kurz IFPI HKG) ist eine Interessengemeinschaft, die Unternehmen aus der Musikindustrie Hongkongs repräsentiert.

## Gründung und Aufgaben
Die Organisation wurde 1967 gegründet und umfasst zurzeit 92 Mitglieder. Vorsitzender der IFPI Hongkong ist Ricky Fung, Sitz der Organisation ist in Kowloon. Neben der Verleihung von Gold- und Platinauszeichnungen veranstaltete die IFPI HKG von 2001 bis 2015 auch die Verleihung der Hong Kong Top Sales Music Awards, bei der die erfolgreichsten Künstler des Vorjahres prämiert werden. Von 2011 bis 2015 wurden zudem die Hong Kong Digital Music Awards verliehen.
IFPI HKG teilt sich mit der Verwertungsgesellschaft Hong Kong Recording Industry Alliance (HKRIA) den Status als Landesgruppe der IFPI (International Federation of the Phonographic Industry) für Hongkong. Bis Oktober 2008 galt die IFPI HKG als alleinige Interessengemeinschaft, die Unternehmen aus der Musikindustrie Hongkongs repräsentierte. Mit Gründung der HKRIA konzentrierte sich die IFPI HKG auf die Repräsentation einheimischer Unternehmen und die HKIRA auf die Repräsentation internationaler Unternehmen. Dies erkennt man auch an den Mitgliedschaften beider Organisationen. Während die IFPI HKG nur über einheimische Mitglieder verfügt, umfasst die HKRIA zurzeit über 100 Mitglieder wie unter anderem EMI, Sony, Universal, Warner oder auch die Deutsche Grammophon.

## Verleihungsgrenzen der Tonträgerauszeichnungen
Für die Verleihung der Gold- und Platin-Schallplatten der IFPI Hongkong zählen neben den Tonträgerverkäufen auch die Verkäufe aus Macau. Es werden Alben zertifiziert die nach dem 1. Juli 1975 (ausländische Alben) bzw. dem 1. Januar 1976 (inländische Alben) sowie EPs und Singles die nach dem 1. Juli 1998 erschienen und die entsprechende Verleihungsgrenze erreichten.
| Auszeichnung | bis 2006 | 2007   | seit 2008 |
| ------------ | -------- | ------ | --------- |
| Gold         | 25.000   | 20.000 | 15.000    |
| Platin       | 50.000   | 40.000 | 30.000    |
| 2× Platin    | 100.000  | 80.000 | 60.000    |
| …            |          |        |           |

| Auszeichnung | bis 2007 | seit 2008 |
| ------------ | -------- | --------- |
| Gold         | 10.000   | 7.500     |
| Platin       | 20.000   | 15.000    |
| 2× Platin    | 40.000   | 30.000    |
| …            |          |           |